# Adam Neale
Adam Neale (* ca. 1780; † 22. Dezember 1832 in Dunkirk, Kent) war ein schottischer Arzt und Reiseschriftsteller.

## Leben und Werk
Zu einem nicht genau bestimmbaren Zeitpunkt in Schottland geboren, studierte er in Edinburgh und verließ die dortige Universität am 13. September 1802 als Medicinae Doctor (M.D.). Seine Doktorarbeit handelte vom medizinischen Gebrauch von Acidum nitricum oder Salpetersäure, die heute nur noch im Bereich der Homöopathie eingesetzt wird; er ließ seine Dissertation auf eigene Kosten in Edinburgh drucken, und kurioserweise wird sein Nachname auf der Titelseite sowohl in der Schreibung „Neill“ als auch als „Neale“ angegeben, doch mag es sich dabei um ein Versehen handeln.
Im Jahr 1804 veröffentlichte Neale die Übersetzung eines französischen Traktats des Armeechirurgen Pierre (auch: Paolo) Assalini (1759–1840), welcher von ansteckenden Krankheiten, namentlich auch Augenkrankheiten, handelt; Assalini hatte als Arzt in der Entourage Bonapartes an der französischen Expedition nach Ägypten (1798) teilgenommen und dort einige Erfahrung hinsichtlich der beschriebenen Krankheiten gewonnen.

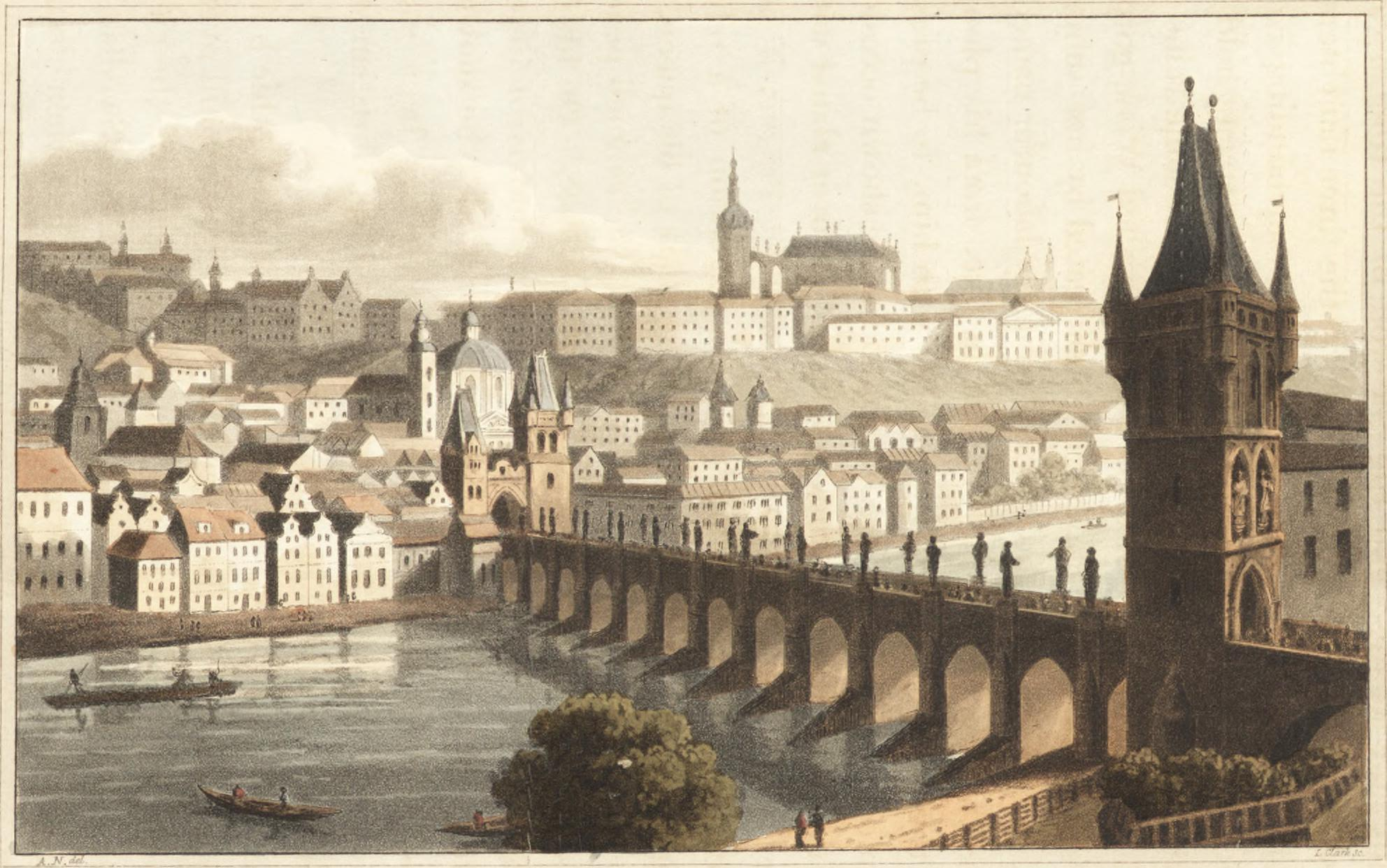
Teil von Prag mit der Karlsbrücke: Aquatinta aus dem Buch Travels Through Some Parts of Germany, Poland, Moldavia, and Turkey

Im folgenden Jahr – möglicherweise auch aufgrund der zuvor genannten Publikation – wurde Neale im Juli 1805 als Mediziner an die britische Botschaft in Konstantinopel geschickt, wo er im September eintraf. Dort blieb er bis März 1806 und kehrte dann nach England zurück. Im Zusammenhang seiner Reise in die Türkei entstand sein berühmtestes Buch, nämlich die ausführliche Beschreibung seiner Hin- und Rückreise durch Preußen, Sachsen, Österreich, die heutige Westukraine und das Fürstentum Moldau; auf der Rückkehr durchquerte er das östliche Bulgarien (damals Teil des Osmanischen Reichs) und die Walachei (heute Rumänien). Neale hatte sein Werk, das bald auch in deutscher Übersetzung erschien, erst lange nach seiner Rückkehr aus Konstantinopel geschrieben und veröffentlicht. Es erschien im Jahr 1818 in einer Prachtausgabe, gebunden in rotes Marokkoleder und aufwendig mit insgesamt 15 handkolorierten Aquatintas versehen.
Im Juni 1806, kurz nach seiner Rückkehr aus Konstantinopel, wurde Neale in das Royal College of Physicians in London aufgenommen. In diese Zeit fällt vermutlich auch seine Tätigkeit als Arzt für den Duke of Kent (dem Vater Königin Viktorias).
Seine nächste Auslandsetappe brachte Neale auf die iberische Halbinsel, wo er im August 1808 eintraf. Er nahm als Militärarzt („Physician to his Majesty's Forces“) am gegen den Imperialismus Napoleons gerichteten Landkrieg der Briten in Spanien teil. Über seine dortigen Erfahrungen berichtete er 1809 in seinen Letters from Portugal and Spain, viele Jahre später (1828) auch in einem Kriegsmemoir.
Über die späteren Lebensjahre Neales liegen weniger gesicherte Informationen vor. Er praktizierte ab 1814 für einige Jahre als Arzt in Exeter, bevor er 1820 nach Cheltenham ging, ein zur damaligen Zeit bekanntes Spa oder Thermalbad (seit man dort im Jahr 1716 stark mineralhaltigen Quellen entdeckt hatte). Dort kam es binnen kurzem zu einem handfesten Skandal, als Neale bei seiner Ankunft eine Streitschrift (A Letter to a Professor of Medicine) veröffentlichte, in welcher er die Heilkraft der in Cheltenham hauptsächlich verwendeten Mineralquellen in Zweifel zog. Neales Publikation zog umgehend mehrere Gegenschriften nach sich, namentlich William Henry Halpins Fact versus Assertion, or, Critical and Explanatory Observations on Some Erroneous Statements, Contained in Dr. Adam Neale's Pamphlet, on the Nature and Properties of the Cheltenham Waters (Cheltenham  1820). Neale ging aus dieser Auseinandersetzung nicht gut hervor und war gezwungen, Cheltenham nach wenigen Monaten wieder zu verlassen. Danach lebte er bis 1824 wieder in Exeter. Als eine Bewerbung als Chefarzt am dortigen Royal Devon and Exeter Hospital an den Intrigen eines Mitbewerbers mit besseren Beziehungen scheiterte, siedelte er nach London über.
In seinen letzten Lebensjahren verfasste Neale noch zwei weitere medizinische Schriften, deren eine (Researches Respecting the Natural History … of the Spur, or Ergot of Rye) den Symptomen und der Behandlung des sogenannten Antoniusfeuers gewidmet war.
Neale starb in Dunkirk, Kent, am 22. Dezember 1832. Er war mit Margaret J. Young verheiratet, die ihn um fast drei Jahrzehnte überlebte und am 22. Februar 1860 in Dawlish aus dem Leben schied. Aus der Ehe gingen drei Kinder hervor:
- Erskine Neale (* 1804), später ein Kleriker und Schriftsteller
- William Johnson Neale (* 1812), später Rechtsanwalt und Autor, zugleich Teilnehmer an Bord eines britischen Kriegsschiffs an der Schlacht von Navarino
- die einzige Tochter Sydney Neale (* ?), die im Jahr 1829 den englischen Kleriker, Topographen und Lokalhistoriker Samuel Rowe (1793–1853)[9] heiratete.

## Neales Reise nach Konstantinopel und zurück (1805–1806)
Neale verließ England (in Harwich) auf einem Schiff und erreichte am 19. Juli 1805 Helgoland. Von dort aus ging es weiter nach Husum, „ein armes Dorf von etwa fünfzehnhundert Häusern, deren Einwohner sich hauptsächlich mit dem Austerfang und mit Bereitung des Malzes nähren“. Das nächste Ziel war Berlin, und unterwegs kam Neale durch Rendsburg, Itzehoe und Hamburg, wobei er letzterer Stadt in seinem Reisebericht mehrere Seiten widmete. In Hamburg traf er mit Thomas Thornton (1762–1814) zusammen, einem britischen Handelsreisenden, der sich selbst gerade auf der Rückreise von Konstantinopel nach England befand und sich kurz darauf als Autor von The Present State of Turkey (London 1807) einen Namen machte. Lübeck, wo Neale einen Tag später eintraf, schien ihm sehr „herabgesunken“, in Schwerin hingegen fand er sich in „einer angenehmen kleinen Stadt“ wieder.
Von Berlin ging die Reise weiter nach Dresden. In der sächsischen Hauptstadt traf Neale auf den britischen Offizier (damals Colonel) Hugh Robert Rollo Gillespie (1766–1814), der auf seinem Weg nach Indien war. Neale und Gillespie taten sich für ihre weitere Reise zusammen und erreichten gemeinsam Konstantinopel; in dem 1816 veröffentlichten Memoir of Major-General Sir R.R. Gillespie wird über seine Reise nach Konstantinopel berichtet, aber Adam Neale tritt als Mitreisender nicht in Erscheinung. Neale unternahm in Sachsen einen Ausflug in die Sächsische Schweiz, samt einer Besichtigung der Königlichen Porzellanmanufaktur in Meißen und einem Besuch der Festung Königstein.

Im August reiste Neale von Dresden nach Wien, über Prag und Teplitz (heute Teplice); die Mineralquellen in Teplitz beschreibt er mit großem Interesse und liefert dem Leser sogar  eine chemische Analyse des Quellwassers. Der folgende Aufenthalt in Wien war, Neales Bericht nach zu urteilen, einer der Höhepunkte seiner Reise:
Reisende von allen Nationen scheinen gewetteifert zu haben, die vielen Vorzüge dieser Hauptstadt zu verkündigen, welche an anziehenden Eigenschaften alle ihre teutschen Nebenbuhlerinnen übertrifft. Die Schönheit ihrer waldigen Umgebungen, der Reichthum ihrer öffentlichen Sammlungen, das Bezaubernde ihrer Opern, Schauspiele und öffentlichen Lustbarkeiten, der Ueberfluß und die Wohlfeilheit auf ihren Märkten, die Pracht ihrer Gebäude, und die Gastfreiheit und Umgänglichkeit ihrer Einwohner, alle diese Stücke tragen bei, die Hauptstadt der Oesterreichischen Staaten in sehr hohem Grade auszuzeichnen. Der Handelsmann möchte Hamburg vorziehen; die militärische Parade Berlins besitzt Reize für den Soldaten; der Künstler und der Mineralog würden wahrscheinlich lieber zu Dresden verweilen; wer aber dem Erwerb allgemeiner Kenntniß und den Annehmlichkeiten der Gesellschaften nachstrebt, der wird alle diese Städte für Wien hingeben.
In Wien stellte sich die Frage, welchen Weg man in die Türkei nehmen sollte: entweder durch Ungarn nach Bukarest und an die Donau bei Ruse, oder durch Galizien (damals „Österreichisch-Polen“) nach Moldawien und von dort über das Schwarze Meer nach Konstantinopel. Schließlich wurde die zweite Route gewählt, weil man in Wien die Bekanntschaft eines Griechen machte, der bereits in britischen Diensten gewesen war und einige Jahre zuvor in Syrien als Dolmetscher für Sir Sidney Smith gearbeitet hatte. Dieser Grieche überredete die Reisegesellschaft, den Weg über Moldawien zu nehmen.
In den folgenden Wochen reiste Neale nach Iași, der Hauptstadt des damaligen Fürstentums Moldau. Der Weg führte über Brünn, Olmütz, Bielitz (h. Bielsko-Biała), Lemberg (h. Lwiw), Obertyn, Snjatyn nach Czernowitz, der Hauptstadt der Bukowina, und von dort weiter nach Iași. In der moldawischen Hauptstadt wurde man von Prinz Alexandru Mourousis (1750–1816) empfangen, Sohn des regierenden Gospodars des Donaufürstentums Moldau. Neale berichtet, dass sie dort mit „Kaffee, Pfeifen, Sherbet und süßem Nachtisch in der üblichen orientalischen Manier“ bewirtet wurden.
Über Galatz (h. Galați) am Ufer der unteren Donau ging die Reise zu Schiff weiter ins Donaudelta, bis man das Schwarze Meer erreichte und in südlicher Richtung, die Küste entlang, nach Konstantinopel fuhr. Zu diesem Zeitpunkt war es bereits Mitte September geworden, und es dauerte noch einige Tage, bis endlich die Minarette Konstantinopels in Sicht kamen. Auf dem Weg entlang der Küste des Schwarzen Meers besuchte Neale Constanta, Kawarna, Baltschik und Achtopol („Agatopolis“) sowie Therapia und Büyükdere (beide heute in der Provinz Sarıyer bei Istanbul).
Im März 1806 trat Neale seine Rückreise nach England an, über die er ebenfalls, wenn auch wesentlich weniger ausführlich, in seinem Reisebericht schreibt. Warum er nach nur sechs Monaten in Konstantinopel schon zurückbeordert wurde oder ob sein Aufenthalt von vorneherein auf diese Dauer bemessen war, ist nicht bekannt.
Zunächst ging es mit dem Schiff auf dem Schwarzen Meer nach Warna, wobei er unterwegs die alten Küstenstädte Sosopol, Pomorie und Nesebar besuchte, Orte, die er auf seiner Anreise offenbar nicht gesehen hatte, obwohl sie auf der Reiseroute lagen. Im bulgarischen (damals türkischen) Warna mietete er ein Fuhrwerk, um über Land durch das nordöstliche Bulgarien an die Donau zu gelangen. Sein Weg führte ihn deshalb von Warna über Nowi Pasar, Rasgrad und Zar Kalojan nach Ruse. Wie so viele andere Türkeireisende vor und nach ihm, setzte er in Ruse über die Donau nach Giurgiu über. Er nahm dann den Landweg durch die Walachei nach Bukarest und von dort, über Focșani, nach Czernowitz. Dort schloss sich der Kreis seiner Reise und es ging weiter nach Lemberg, das er bereits im August des Vorjahres besucht hatte. Allerdings wandte er sich anschließend nicht nach Wien, sondern reiste auf direktem Weg, über Krakau und Breslau, nach Berlin. Via Hamburg kehrte er nach England zurück.
Neales Reisebericht, der neben seinen persönlichen Erlebnisschilderungen auch viele historische Notizen enthält, ist eines der interessanteren Reisebücher eines Türkeireisenden aus der Zeit nach der Wende zum 19. Jahrhundert. Den spezifischen Interessen des Arztes Neale ist dabei die Tatsache geschuldet, dass er immer wieder ausführlich über Mineralquellen und Krankheiten berichtet; dem Auftreten von Epidemien in Konstantinopel widmete er sogar ein eigenes Kapitel.

## Schriften
- 1802ː Disputatio chemico-medica inauguralis de acido nitrico, ejusque in medicina usibus. Edinburgh 1802 (Google)
- 1804ː Assalini's Observations on the Disease Called the Plague, the Dysentery, the Ophthalmy of Egypt, and on the Means of Prevention; with Remarks on the Yellow Fever of Cadiz. Translated from the French by Adam Neale. London. Amerikanische Ausgabe: New York: Swords 1804 (archive)
- 1809ː Letters from Portugal and Spain; Comprising an Account of the Operations of the Armies under their Excellencies Sir Arthur Wellesley and Sir John Moore, from the Landing of the Troops in Mondego Bay to the Battle at Corunna. Londonː Richard Phillips (Google) (archive)
- 1818ː Travels Through Some Parts of Germany, Poland, Moldavia, and Turkey. Londonː Longman, Hurst, Rees, Orme & Brown (Google)
  - Französische Ausgabeː Voyage en Allemagne, en Pologne, en Moldavie et en Turquie; par Adam Neale, Docteur en Médecine. Traduit de l'anglois par Charles-Auguste Def. [Defauconpret]. 2 Bände. Paris: Gide 1818 (Google: Band I / Band II)
  - Deutsche Ausgabeː Reisen durch einige Theile von Deutschland, Polen, der Moldau und der Türkei. Aus dem Englischen übersetzt. 2 Bände. Leipzig: Hartleben 1820 (SUB Göttingen: Teil I)
- 1820ː A Letter to a Professor of Medicine, in the University of Edinburgh, Respecting the Nature and Properties of the Mineral Waters of Cheltenham. Londonː J. Swan (undatiert) (Google)

- 1828ː Researches Respecting the Natural History, Chemical Analysis, and Medicinal Virtues, of the Spur, or Ergot of Rye, when Administered as a Remedy in Certain States of the Uterus, London: Horatio Phillips (Google) (archive)
- 1828ː „The Spanish Campaign in 1808“. In: Memorials of the Late War. Band I. Edinburgh: Constable & Co. – London: Hurst, Chance & Co. 1828, S. 142–215. Neuauflage im Jahr 1831 (Google)
- 1831ː Researches to Establish the Truth of the Linnæan Doctrine of Animal Contagions; wherein the Origin, Causes, Mode of Diffusion, and Cure, of Epidemic Diseases, Spasmodic Cholera, Dysentery, Plague, Small Pox, Hooping Cough, Leprosy &c. &c. &c. are Illustrated by Facts from the Natural History of Mankind, of Animals, and of Vegetables, and from the Phenomena of the Atmosphere, London: Londonː Longman, Rees, Orme, Brown & Green (Google) (archive)